# Křeslice
Křeslice (deutsch Kscheslitz) ist eine Katastralgemeinde und ein Stadtteil (Praha-Křeslice) am südöstlichen Rand der tschechischen Hauptstadt Prag im Verwaltungsbezirk Prag 11. Ein großer Teil der Fläche gehört zum Naturpark Botič–Milíčov.

## Geschichte
Die erste schriftliche Erwähnung von Křeslice stammt aus der Regierungszeit des Böhmischen Königs Johann von Luxemburg im 14. Jahrhundert. Der Ort war ursprünglich zweigeteilt. Horní („Ober-“) Křeslice gehörte zur Herrschaft von Pruhonitz und Dolní („Nieder-“) Křeslice war in kirchlichem Besitz. Dolní Křeslice ging im 18. Jahrhundert ebenfalls an die weltliche Herrschaft, wodurch die beiden Teile vereint wurden. 1850 wurde Křeslice Teil der benachbarten Gemeinde Újezd, 1922 selbstständige Gemeinde. 1974 erfolgte die Eingemeindung nach Prag.

## Sehenswürdigkeiten
- Hof Štít, er entstand um 1822 durch Umbau einer im 15. Jahrhundert erbauten Feste. Seit 1958 ist er als Kulturdenkmal geschützt.[1]